# 代達羅斯計劃

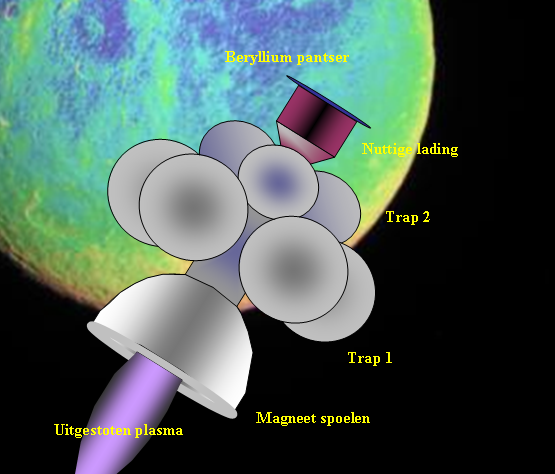
An artist's conception of the British Interplanetary Society design for Project Daedalus

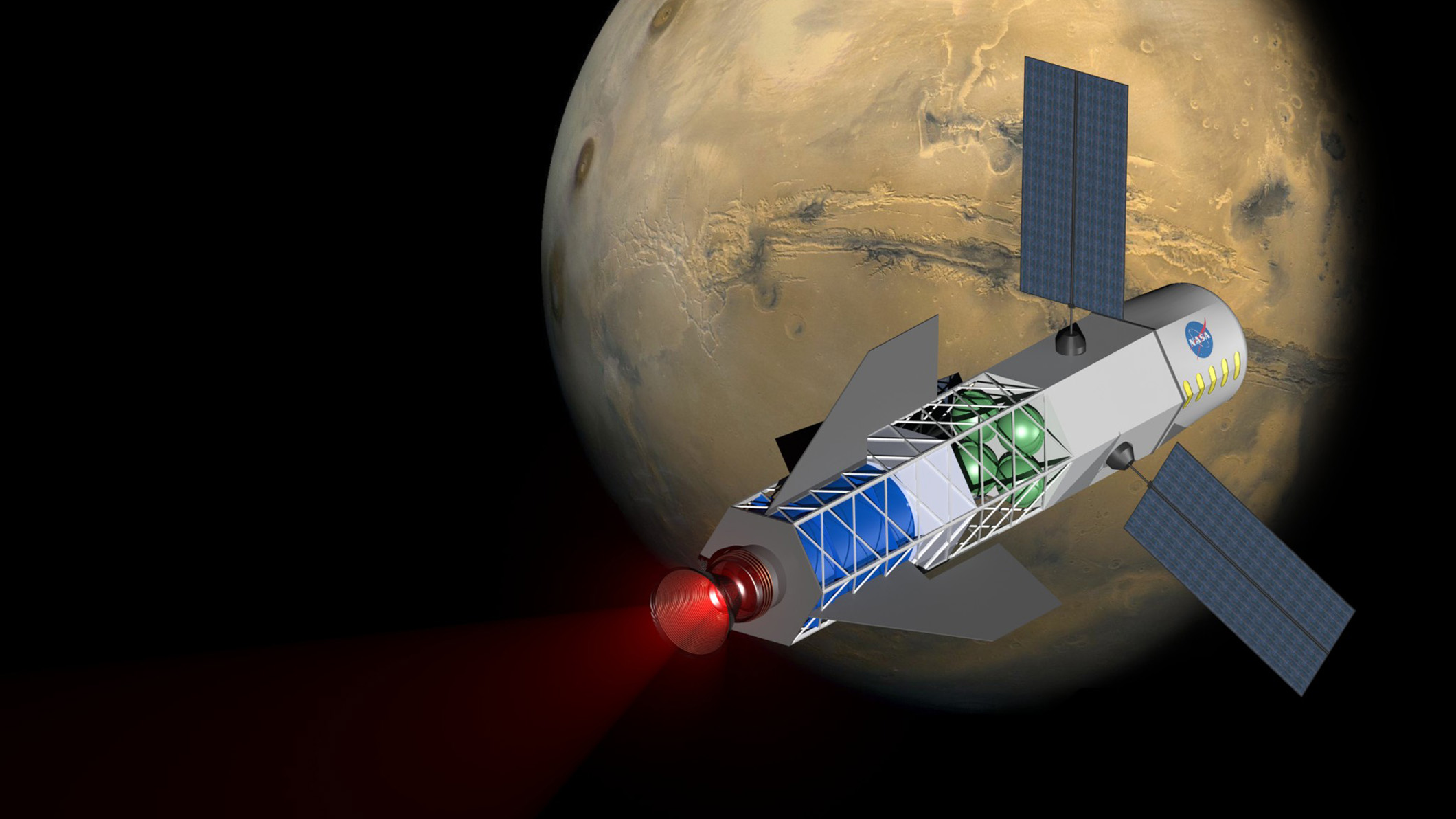
使用核動力星艦的構想

代達羅斯計劃（Project Daedalus）是英國星際學會在1973至1978年之間倡導的研究計畫，考慮使用無人太空船對另一個恆星系統進行快速的探測。理論建議使用核聚变火箭並且只要50年，在一個人的有生之年內，就可以抵達另一顆恆星。巴納德星被選擇為其中一個主要的目標。
计划的名称来自于希腊神话中修建米诺斯迷宫的工匠，代达罗斯。

## 概要
巴纳德星位于蛇夫座β星附近，第66星的西北侧，位置赤经 17时58分，赤纬 4度41分，星号为BD＋04°3561a，它是由美国天文学家爱德华·爱默生·巴纳德担任美国芝加哥大学天文学教授时，于1916年在叶凯士天文台发现的，为纪念他在天文学的贡献，后来称之为“巴纳德星”。
巴纳德星之所以成为天文学家所瞩目的热门星球，是因为它有几点与众不同的地方。
第一是自行大，是目前所有已知恒星中自行运动最快的恒星，因此有时候也叫做逃亡之星（Runaway Star），它的自行比大熊座的飞行之星快一倍。一般恒星的自行一年还不到1角秒，牧夫座的大角星算是自行比较显著的，一年也才不到2角秒，而巴纳德星的自行一年是10.31角秒，这相当于只需175年，就可在天上移动一个月亮直径的距离。
第二是距离近，它距离我们太阳系只有5.96光年，是除南门二系统（半人马座α三合星，比邻星）外，距我们第四近的恒星。有趣的是，巴纳德星现在正向着太阳系的方向运行，预估公元11800年时，会距地球仅3.85光年，那时它就会成了除太阳以外离地球最近的恒星。
第三个也是巴纳德星最吸引人的地方，是这颗恒星周围很可能有两颗大小约等于木星和土星的行星在围绕着它旋转，是离我们很近的另一个太阳系。
巴纳德星属于红矮星，表面温度约为3000 K，亮度很弱，以肉眼观测是看不见的。若将它和太阳放在一起，则它的明亮度只有太阳的万分之四。它的质量约为太阳的17 %，直径约是太阳的1/6，相当于只有地球的20倍大。
但代达罗斯計畫比猎户座計畫更加大膽，雖是一个无人探测器，卻重达5.4万噸，相当于半艘尼米兹级核动力航空母舰的質量，它是艘真正的星际飞船，其中燃料的質量達5万噸，科学仪器質量只有区区的500噸。因为实在太大，所以这个探测器將在地球轨道上建造。代达罗斯探测器是个两级的飞行器，第一级工作2年，把它加速到光速的7.1％。之后第二级工作1.8年，把它加速到光速的12％，然后关闭发动机，在茫茫太空中巡航46年，最后到达目的地。因为在太空中要经受住极低温的考验，探测器外壳大量使用了铍，使飞行器在低温中仍然能保持结构强度。

## 延伸阅读
- K. F. Long. . . Springer. 2012: 190–197. ISBN 9781461406075.

## 外部連結
- Project Daedalus（页面存档备份，存于）, The Encyclopedia of Astrobiology Astronomy and Spaceflight
- Starship Daedalus